# LGBT práva v Belgii

Duhová mapa Belgie

Práva leseb, gayů, bisexuálů a translidí (LGBT) v Belgii jsou považována za nejprogresivnější v Evropě  i ve světě. Stejnopohlavní sexuální aktivita byla legalizována v r. 1795. věk způsobilosti k pohlavnímu styku byl pro obě orientace na sjednocen v r. 1985. Poté, co Belgie přijala r. 2000 zákon o statutárním soužití, se navíc stala po Nizozemsku v r. 2003 také druhou zemí na světě, která legalizovala stejnopohlavní manželství. Adopce dětí homosexuálními páry byla zcela zlegalizována v r. 2006 a postavena na stejnou úroveň jako adopce heterosexuálními páry. Lesbické páry mají přístup k asistované reprodukci. Anti-diskriminační zákony zakazující diskriminaci na základě sexuální orientace v zaměstnání, bydlení, ve veřejných i soukromých ubytovacích zařízeních byly přijaty r. 2003. Diskriminace na základě genderové identity byla zakázána v r. 2014. Translidé si smějí za určitých okolností nechat změnit pohlaví.
Belgie je všeobecně považovaná za jednu z nejvíc gay friendly zemích na světě, v níž podle aktuálních výzkumů většina Belgičanů podporuje stejnopohlavní manželství a adopce. Bývalý premiér Elio Di Rupo se otevřeně hlásí k homosexualitě, což jej činí jedním z 3 premiérů hlásících se k LGBT. Pascal Smet, bývalý ministr školství je rovněž otevřený gay.

## Zákony týkající se stejnopohlavní sexuální aktivity
Stejnopohlavní sexuální styk dekriminalizovala Belgie v r. 1795 během francouzské nadvlády. Článek 372 trestního zákoníku stanovuje legální věk způsobilosti k pohlavnímu styku ve výši 16 let bez ohledu na sexuální orientaci nebo pohlaví. Ten byl krátce v letech 1965-1985 pro stejnopohlavní soulož zvýšen na 18 let. Toto diskriminační ustanovení pak zrušila revize článku 372 trestního zákoníku. Za novelou článku 8. dubna 1965 stál reprezentant Freddy Terwagne s odvoláním se na ochranu dětí a mládeže. Návrh na zrušení předlotil ve Sněmovně reprezentantů člen parlamentu Luc Van den Bossche 13. května 1983. Ten Senát následně schválil v červnu 1985. Revize článku 372 nabyla účinnosti k 18. červnu 1985.

## Stejnopohlavní soužití v Belgii
Belgie se stala druhou zemí po Nizozemí, která umožnila homosexuálům uzavírat manželství v r. 2003 Stejnopohlavní páry takto získaly stejná práva a povinnosti jako různopohlavní páry.

## Adopce a plánování rodiny
Homosexuální páry získali stejná adopční práva jako heterosexuální páry v r. 2006.Spolu s nimi získaly lesbické páry také rovný přístup k asistované reprodukci.
Adopční právo je obecně regulované na federální úrovni, což dává vládám belgických společenství volnou ruku v přístupu k procesu osvojení. V letech 2006-2014 si 56 gay párů a dva lesbické páry společně osvojily dítě ve Vlámském společenství. Tou dobou došlo k osvojení 12 dětí ve Francouzském společenství. Touto dobou proběhlo tedy v Belgii 70 homoparentálních osvojení.

## Služba v armádě
Gayům a lesbám není upíráno právo otevřeně sloužit v armádě.

## Ochrana proti diskriminaci a zločinům z nenávisti
Anti-diskriminační zákony přijaté 25. února 2003  zakazují diskriminaci na základě pohlaví a sexuální orientace. Zákon byl později nahrazen podobným zákonem r. 2007.
Anti-diskriminační legislatvia z let 2003 a 2007 rovněž ukládá přísnější tresty za zločiny z nenávisti, kterou jsou mimo jiné založeny také na pohlaví a sexuální orientaci.
29. listopadu 2013 Vláda Eli Di Rupa schválila rozšíření anti-diskriminačního zákona o genderovou identitu. Ten byl rovněž přijat parlamentem a podepsán jeho veličenstvem. 22. května 2014..
22. prosince 2014 soudní porota města Liège shledala celkem čtyři osoby vinnými za vraždu Ihsana Jarfiho motivovanou homofobií. Jednalo se o první případ v Belgii, kdy byl trestný čin vrařdy oficiálně kvalifikován jako zločin z nenávisti založený na sexuální orientaci oběti.

## Práva translidí
Zákon z r. 2007 týkající se změny pohlaví  umožňuje Belgičanům podstupovat proces změny pohlaví, pokud prokáží, že jejich stav nekompatibility s pohlavní identitou je trvalý a neměnný, a že se svobodně rozhodli žít jako příslušník opačného pohlaví. Toto obnáší následnou změnu rodného listu a fyzickou změnu vzhledu dotyčné osoby, s níž jsou spjaté lékařské zásahy, vč. sterilizace.
Předtím šlo podstupovat změnu pohlaví pouze za souhlasu soudu.
Mezi místními i mezinárodními nemocnicemi je mnoho speciálních oddělení, které se specializují na chirurgickou změnu pohlaví. Mnoho francouzských translidí sem jezdí podstupovat změnu z důvodu neochoty nemocničního personálu ve Francii.

## Životní podmínky
LGBT komunita je belgickou společností přijímána na velmi dobré úrovni. Scéna je zde dobře rozvinutá s vysokým počtem gay klubů. Průzkum veřejného mínění členských zemí EU ukázal, že 62 % Belgičanů podporuje legalizaci stejnopohlavního manželství v celé Evropě.

### Politika
LGBT práva jsou široce podporovaná vládou a většinovými politickými stranami, vyjma pravicově extremistické strany Vlámský zájem (Vlaams Belang, dříve Vlámský blok). Když se hlasovalo o přijetí stejnopohlavního manželství tak Otevření vlámští liberálové a demokraté, Křesťanskodemokratická a vlámská strana (frankofonní), Socialistická strana, Socialistická strana - jinak (vlámská), Ecolo, Agalev a Lidová unie pro přijetí s několika zdrženími se, zatímco Vlámský blok a Národní fronta proti. Humanistický demokratický střed hlasoval proti s několika zdrženími se a Reformní hnutí hlasovalo různě.
Několik politiků se otevřeně hlásí k homosexualitě. Například bývalý belgický premiér Elio Di Rupo za PS a bývalý vlámský ministr školství v druhé vládě Peeterse Pascal Smet za Sp.A Dalšími LGBT členy vlámského parlamentu jsou mimo jiné Piet De Bruyn (N-VA), Lorin Parys (N-VA) a wellenská starostka Els Robeyns.
2. dubna 2014 přijal vlámský parlament v poměru hlasů 96:0 (15 zdržení se) rezoluci člena parlamentu Pieta De Bruyna (N-VA) na vládní ochranu a podporu rovných příležitostí pro translidi ve společnosti. Rezoluci podpořily všechny politické strany, vyjma Vlámského zájmu.
V belgických volbách do Evropského parlamentu v r. 2014 se gynekoložka pracující ve Fakultní nemocni v Gentu Petra De Sutterová stala druhou kandidátkou za stranu Zelených, čímž se stala první kandidující transženou.
Po proběhlých volbách se N-VA, největší Vlámsko/belgická strana, stala terčem kritiky za přidružení do parlamentní skupiny Evropských konzervativců a reformistů, v níž má členství několik pravicově extremistických homofobních stran. Nicméně N-VA se zapřísahala, že bude vždy podporovat LGBT práv. Své kroky obhájila tím, že se jedná o jedinečnou příležitost změnit postoj ostatních stran ve skupině.

## Belgické hnutí za LGBT práva

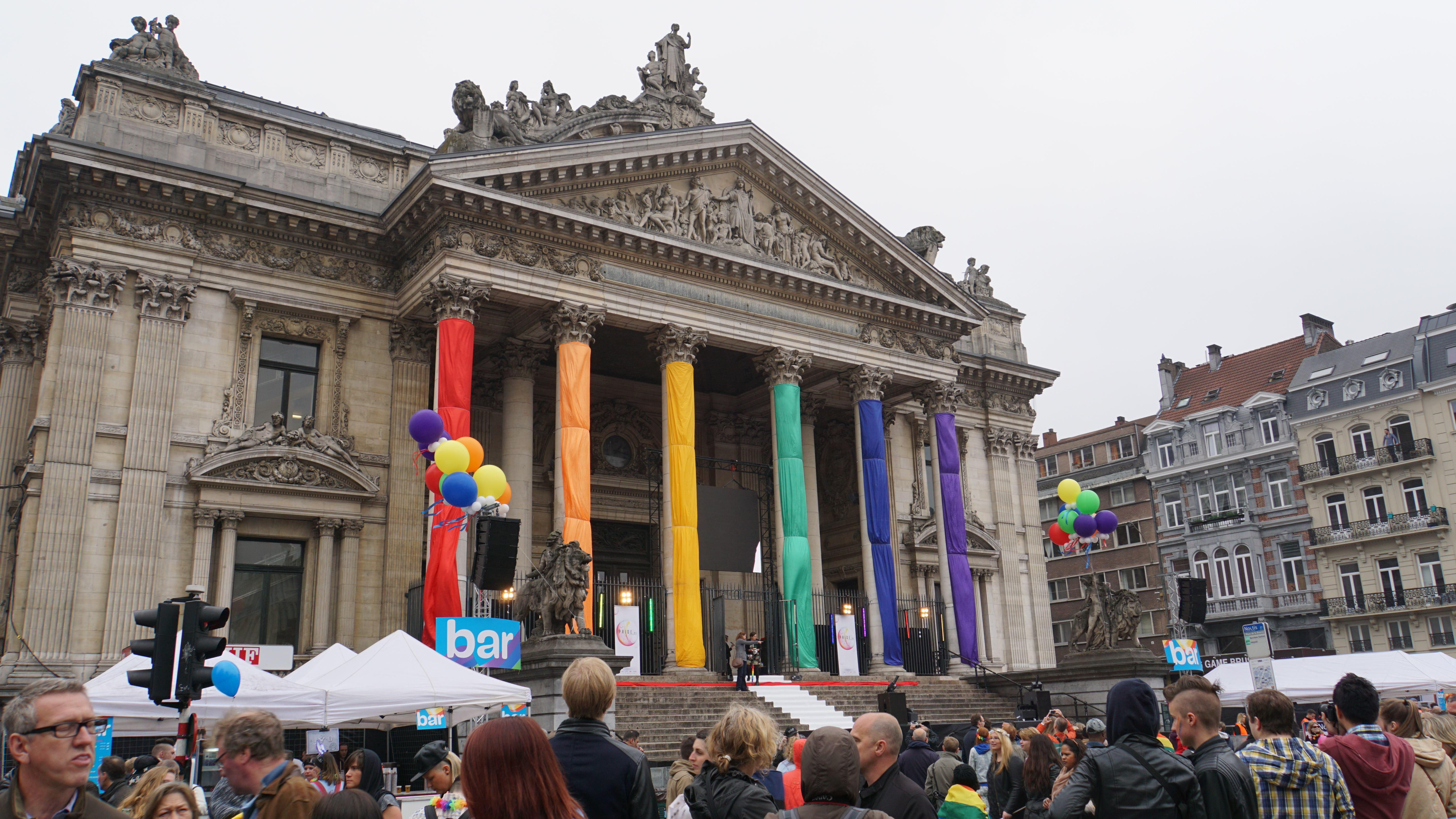
Bruselská burza v duhových barvách během festivalu Brussels Pride 2015

Belgičtí gay aktivisté se sdružují v několika organizacích. Některé z nich tvoří součást Çavarie a Wel Jong Niet Hetero (Překlad z nizozemštiny: 'Mladí, ale nerovní'), což jsou dvě nizozemsky hovořící GLBT organizace ve Vlámském a Bruselském regionu. Francouzsky mluvící částí Valonska a Bruselu je Federation des Associations Gayes et Lesbiennes.
Aktivismus za gay práva je v Belgii nejvíc viditelný na pochodech a demonstracích BLGP "Belgium Lesbian and Gay Pride". Ty se konají každý rok v hlavním městě Bruselu od r. 1996. Podobné akce se sporadicky konaly již předtím jak v Bruselu, tak i jiných městech. Byť mají dnešní pochody spíše charakter festivalu, stále se jich užívá k politické agendě gay hnutí, jehož potřeby stále nebyly plně uspokojeny. Cíle hnutí, do nichž spadaly anti-diskriminační zákony, inkluze homosexuality do středoškolské sexuální výchovy a možnost homoparentálního osvojení, byly postupem času plněny - 1996, 1999, 2000, 2004 a 2005.
Většině požadavkům gay aktivistů, jejichž středobodem bylo stejnopohlavní manželství a plná adopční práva, Belgie vyhověla v nadcházejících letech. Proto se také začaly vést diskuse na téma, zda takové pochody nejsou už zbytečné. Tento bod se začal probírat zejména poté, co došlo k radikálnímu poklesu účastníků v r. 2007. Příčina byla ale připisována spíš špatnému počasí a větší atraktivnosti pochodu gay pride v sousedních zemích. Pochod v r. 2007 obsahoval ještě 17 požadavků. Kromě přijetí téměř kompletní rovnosti gay práv v Belgii se vyvíjel nátlak na politiky, aby hráli podstatnou roli v prosazování této agendy i na půdě Evropské unie. Několik členů téměř všech politických stran se pochodu v r. 2007 i minulých zúčastnilo. Mezi nimi byl dokonce i člen pravicově extremistické strany Vlámský zájem.
Někteří účastníci pochodu v r. 2007 nesli nápis "Děkujeme Vám, pane Verhofstadte!", jelikož právě v průběhu dvou Verhofstadtových vlád OVLD došlo k podstatnému rozšíření LGBT práv, zejména přijetím stejnopohlavního manželství. Verhofstadtovy vlády se skládaly také z liberálů, socialistů a zelených.
Před r. 1998 se pochody nazývaly "Roze Zaterdag - Samedi Rose" ("Růžová sobota"). Toto jméno si převzala první belgická demonstrace za gay práva v r. 1979 od stejně pojmenované série nizozemských pochodů konaných léta předtím. Manifestace proběhla nejprve 5. května 1979 v Bruselu. Po následujících dva dnech se konaly další v Bruselu a Antverpách. Po krátkém období každoročních akcí se pouze v r. 1990 rozhodlo, že by se měly pochody organizovat pravidelně. Nejprve 5. května v Antverpách a pak dvakrát za rok v Gentu a Antverpách. Pak se v r. 1996 přesunula "Růžová sobota" definitivně do Bruselu, kde také získala status pravidelného průvodu městem. Následující se poprvé začalo nést 10 obrovských transparentů s několika požadavky. Ve finále získal pochod v r. 1998 jméno Belgian Lesbian and Gay Pride.
V r. 2013 se Antverpy staly hostitelským městem třetího ročníku World Outgames.

## Dárcovství krve
V zájmu zachování bezpečnosti krevní transfuze je v současné době mužům majícím sex s muži odepřená možnost dárcovství.
Kontroverze gay dárcovství krve je politickým problémem, jimž se zabývají vesměs všechny politické strany, zdravotnická zařízení a LGBT asociace.
V r. 2016 slíbila ministryně zdravotnictví Maggie De Blocková přehodnocení zákona s argumentací nejnovějšími vědeckými poznatky. V listopadu 2016 oznámila, že ke změně přístupu dojde v r. 2017. Dárcovství bude umožněné pouze těm homosexuálním mužům, kteří žili nejméně 12 měsíců v sexuální abstinenci.

## Souhrnný přehled
| Legální stejnopohlavní styk                                                             | (1795)                                                                                |
| Stejný věk legální legální způsobilosti k pohlavnímu styku pro obě orientace            | (mimo léta 1965–1985)                                                                 |
| Anti-diskriminační zákony v zaměstnání                                                  | (2003)                                                                                |
| Anti-diskriminační zákony v přístupu ke zboží a službám                                 | (2003)                                                                                |
| Anti-diskriminační zákony v ostatních oblastech (homofobní urážky, zločiny z nenávisti) | (2003)                                                                                |
| Stejnopohlavní manželství                                                               | (1. červen 2003)                                                                      |
| Jiná forma stejnopohlavního soužití                                                     | (1. leden 2000)                                                                       |
| Společná adopce stejnopohlavními páry a adopce dítěte partnera                          | (30. června 2006)                                                                     |
| Gayové a lesby můžou otevřeně sloužit v armádě                                          | Yes                                                                                   |
| Možnost změny pohlaví                                                                   | (1. září 2007)                                                                        |
| Přístup k umělému oplodnění pro lesbické ženy                                           | Yes                                                                                   |
| Automatické rodičovství pro oba rodiče po narození                                      | (6. květen 2014)                                                                      |
| Náhradní mateřství pro gay páry                                                         | (neregulované)                                                                        |
| MSM smějí darovat krev                                                                  | / (Od r. 2017 se čekává změna současného doživotního zákazu na 1roční zkušební lhůtu) |